# Marles-en-Brie
Marles-en-Brie är en kommun i departementet Seine-et-Marne i regionen Île-de-France i norra Frankrike. Kommunen ligger i kantonen Rozay-en-Brie som tillhör arrondissementet Provins. År 2022 hade Marles-en-Brie 1 889 invånare.

## Befolkningsutveckling
Antalet invånare i kommunen Marles-en-Brie
| Referens: INSEE |